# EDVAC

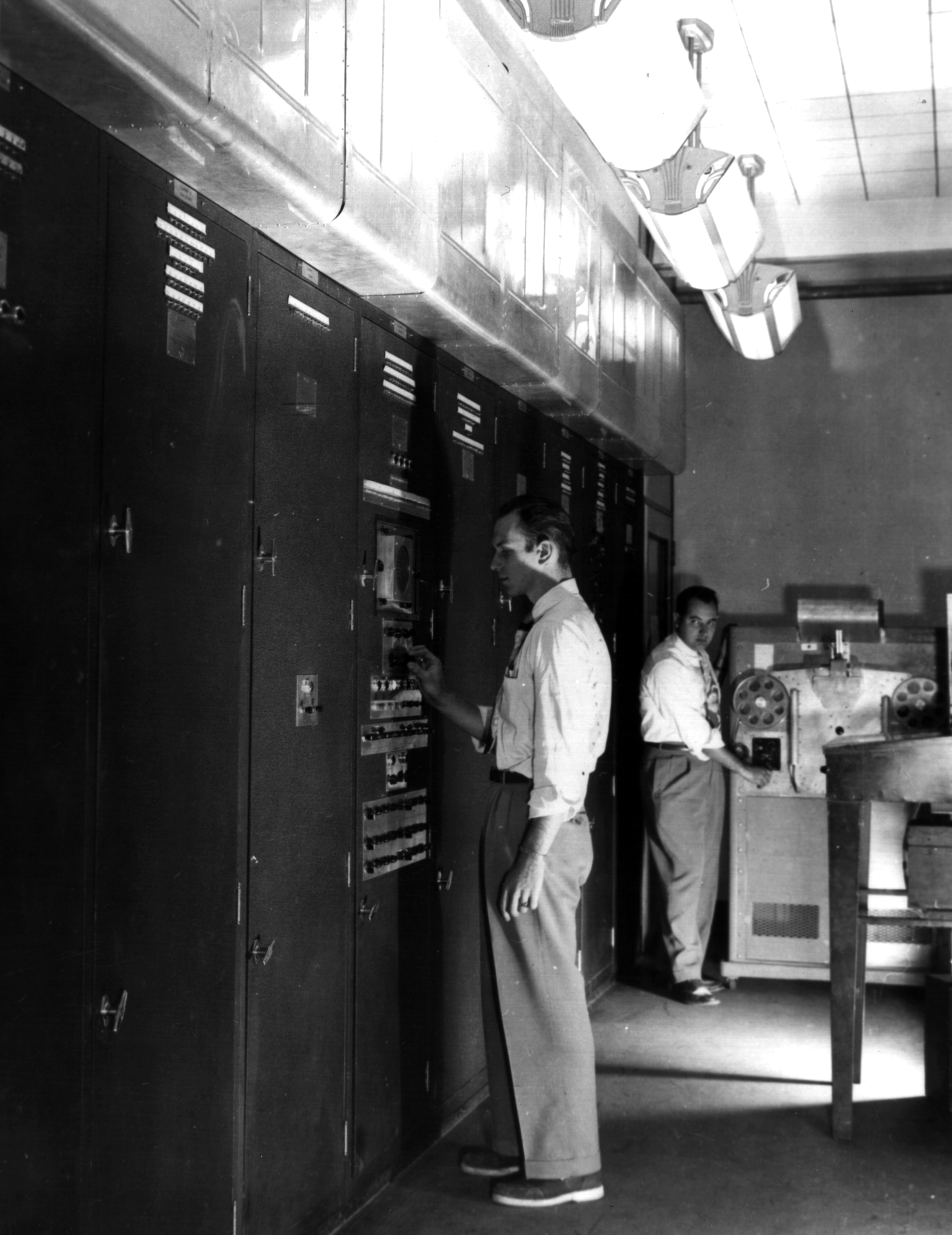
Computadora EDVAC.

La EDVAC (en inglés: Electronic Discrete Variable Automatic Calculator, «Calculador Discreto Electrónico Automático Variable») fue una de las primeras computadoras electrónicas. A diferencia de la ENIAC, no era decimal, sino binaria, y tuvo el primer programa diseñado para ser almacenado. Este diseño se convirtió en estándar de arquitectura para la mayoría de las computadoras modernas. El diseño de la EDVAC es considerado un éxito en la historia de la informática.
El diseño de la EDVAC fue desarrollado aun antes de que la ENIAC fuera puesta en marcha y tenía la intención de resolver muchos de los problemas encontrados en el diseño de la ENIAC. Así como la ENIAC, la EDVAC fue construida por el laboratorio de investigación de balística de Estados Unidos de la Universidad de Pensilvania. A los diseñadores de la ENIAC, J. Presper Eckert y John William Mauchly se les unió el matemático John von Neumann, quien reflexionó sobre el los desarrollos de diseño del EDVAC en un informe borrador de 1945 First Draft of a Report on the EDVAC. Se firmó el contrato para construirla en abril de 1946 con un presupuesto inicial de 100 000 USD.
El costo de la EDVAC fue similar al de la ENIAC, justo por debajo de los 500 000 dólares.
La computadora fue diseñada para ser binaria con adición, sustracción y multiplicación automática y división programada. También poseería un verificador automático con capacidad para mil palabras (luego se estableció en 1024 palabras). Físicamente la computadora fue construida de los siguientes componentes: un lector-grabador de cinta magnética, una unidad de control con osciloscopio, una unidad para recibir instrucciones del control y la memoria y para dirigirlas a otras unidades, una unidad computacional para realizar operaciones aritméticas en un par de números a la vez y mandarlos a la memoria después de corroborarlo con otra unidad idéntica, un cronómetro, y una unidad de memoria dual.
Una preocupación importante en el diseño era balancear fiabilidad y economía.
La EDVAC poseía físicamente casi 6000 válvulas termoiónicas y 12 000 diodos. Consumía 56 kilovatios de potencia. Cubría 45,5 m² de superficie y pesaba 7850 kg.
El personal operativo estaba compuesto por treinta personas para cada turno de ocho horas.
La EDVAC fue entregada al laboratorio militar en agosto de 1949 y después de varios ajustes, comenzó a operar hasta 1951. Recibió varias actualizaciones, incluyendo un dispositivo de entrada/salida de tarjetas perforadas en 1953, memoria adicional en un tambor magnético en 1954 y una unidad aritmética de punto flotante en 1958.
La EDVAC funcionó hasta 1961 cuando fue reemplazada por BRLESC. En su vida, demostró ser altamente confiable y productiva.